# Cañaveral (Peru)
Cañaveral is een woonkern (poblado) en hoofdplaats (capital legal) van het stadsdistrict Casitas van de provincie Contralmirante Villar, in de regio Tumbes van Peru. Het is de hoofdstad van het stadsdistrict (distrito) en er woont, volgens een onderzoek uit 1999, een aantal van 494 mensen.